# Liga Mundial de Polo Aquático Masculino de 2005
A Liga Mundial de Polo Aquático Masculino de 2005 foi a quarta edição da Liga Mundial, organizado pela FINA. A Super Final aconteceu em Belgrado, na então Sérvia e Montenegro, com a vitória da Seleção da Sérvia e Montenegro de Polo Aquático.